# Artoria mckayi
Artoria mckayi Framenau, 2002 è un ragno appartenente alla famiglia Lycosidae.

## Etimologia
Il nome proprio della specie è in onore di Rolly McKay per i suoi contributi alla tassonomia dei Lycosidae australiani.

## Caratteristiche
Questa specie è molto simile ad A. albopedipalpis in quanto condividono lo stesso habitat: le rive dei banchi di ghiaia lungo i fiumi. Si distinguono in quanto l'appendice laterale dell'apofisi mediana del pedipalpo maschile è molto più sottile in A. mckayi e la sua punta è orientata prolateralmente (ventralmente in A. albopedipalpis).
I maschi hanno una lunghezza totale di 3,5 millimetri; il cefalotorace misura 2,0 millimetri di lunghezza e 1,4 di larghezza.
Le femmine hanno una lunghezza totale di 5,9 millimetri; il cefalotorace misura 2,5 millimetri di lunghezza e 1,8 di larghezza.

## Distribuzione
La specie è stata reperita nell'Australia sudorientale: presso la località di Smoko, lungo il fiume Ovens, nello stato di Victoria il 16 dicembre 1998 è stato rinvenuto l'olotipo maschile; altri esemplari sono stati reperiti nel Queensland (località Teviot Brook), nel Nuovo Galles del Sud (nella Belangry State Forest) e nella Tasmania (lungo il fiume Dennison).

## Tassonomia
Al 2016 non sono note sottospecie e dal 2002 non sono stati esaminati nuovi esemplari.